# Anna F.
Anna F., właściwie Anna Wappel (ur. 18 grudnia 1985 we Friedbergu) – austriacka piosenkarka, autorka tekstów i aktorka. Frontmanka zespołu rockowego Friedberg.

## Życiorys

### 1996–2008
Urodziła się w austriackim mieście Friedberg. Studiowała filozofię oraz literaturę angielską i włoską w Grazu, a w weekendy pracowała dla ATV (austriackiej stacji telewizyjnej).

### 2009–2011: Początki kariery
Latem 2009 roku Anna występowała na początku europejskiej trasy koncertowej Lenny'ego Kravitza. Wygrała w kategorii „Pop” podczas Amadeus Austrian Music Awards 2009.
Swój debiutancki album For Real wydała 5 lutego 2010 roku. Album osiągnął trzecie miejsce na austriackich listach przebojów i otrzymał złoty certyfikat. Wappel koncertowała w całej Austrii, w tym na Donauinselfest.

### 2009–obecnie
W 2012 roku Wappel zadebiutowała jako aktorka w filmie fabularnym Invasion w reżyserii Dito Tsintsadze, którego premiera odbyła się 30 czerwca 2012 roku na Międzynarodowym Festiwalu Filmowym w Monachium.
W 2012 roku Wappel przeniosła się do Prenzlauer Berg w Berlinie. W 2013 roku podpisała kontrakt z Polydor / Island (Universal Music Group). W sierpniu 2013 roku Anna wydała DNA jako swoją pierwszą piosenkę z nadchodzącego albumu King in the Mirror. Teledysk został opublikowany 3 sierpnia 2013 roku. Występowała w programie telewizyjnym Lateline Jana Böhmermanna.
King in the Mirror ukazał się w lutym 2014 roku. Wappel otwierała trasę koncertową Jamesa Blunta po Austrii, Niemczech, Włoszech i Szwajcarii.
Przygotowując się do Konkursu Piosenki Eurowizji 2015, Anna była częścią zespołu ORF, który poszukiwał potencjalnych kandydatów do reprezentacji Austrii, pełniąc rolę trenera muzyków.
W 2017 roku Anna zaczęła nagrywać nowy album z producentem Danielem Brandtem, z którym wówczas się spotykała.